# Dhullubaskot
Dhullubaskot (nepalski: धुल्लुवास्कोट) – gaun wikas samiti w zachodniej części Nepalu w strefie Dhawalagiri w dystrykcie Baglung. Według nepalskiego spisu powszechnego z 2011 roku liczył on 779 gospodarstw domowych i 3594 mieszkańców (2043 kobiety i 1551 mężczyzn).